# 凯瑟琳·兰福德
凯瑟琳·兰福德（英語：Katherine Langford，1996年4月29日—）是一名澳大利亚女演员。她因在2017年的Netflix电视剧《十三个原因》中饰演汉娜·贝克而知名，该剧改编自美国作家杰·埃舍（Jay Asher）的同名小说。

## 早年经历
凯瑟琳·兰福德于1996年4月29日出生于澳大利亚珀斯。她于2005年开始上声乐课，接受古典、爵士和当代声乐训练。兰福德就读于西澳大利亚萨伯卡一所为优等生设立的珀斯现代学校（Perth Modern School），当时她是国家级游泳运动员。高中生活初期，兰福德还对医学和政治有兴趣。2012年，兰福德看了一场Lady Gaga的Born This Way Ball巡回演唱会，这激发了她学习弹钢琴的兴致。她还退出了游泳队。在珀斯现代的最后一年，兰福德放弃游泳，专注音乐和表演领域。2013年，兰福德参演了学校制作的《索伦托酒店》（Hotel Sorrento）。她于次年毕业，获得音乐剧文凭。  
从高中毕业后，兰福德签下一家代理机构，开始参加珀斯的演艺班和讲习班。2014和2015年，兰福德于首席舞蹈与戏剧艺术学院（Principal Academy of Dance & Theatre Arts）学习，主修音乐剧。她在学校参与了音乐剧《福音》（Godspell）的制作，在其中饰演摩根。2015年，兰福德获选进入国立戏剧艺术学院（NIDA）高级演员研究所。同年，她于尼科尔森银幕表演学院（Nicholson's Academy of Screen Acting）接受培训。在此期间，她还在珀斯Koorliny艺术中心演出的《艾薇塔》音乐剧中扮演庇隆的情妇。
2015年底，兰福德获得在西澳表演艺术学院（WAAPA）修习表演艺术学位的资格，学校于2016年开学。不过，她没有去上学，而是选择了职业道路。

## 生涯
兰福德2015年首次出现于几部小型独立电影《误导》（Misguided）、《不完美象限》（Imperfect Quadrant）和《女儿们》（Daughters）。其中由她饰主角斯嘉丽的《女儿们》于2016年戛纳电影节首映。2016年，兰福德拒绝WAAPA的录取后为一部讲述威廉·莎士比亚的青年经历的电视剧《Will》试镜。最终此角色没有被她拿下，而是给了奥利维亚·德容格（Olivia DeJonge）。
兰福德通过Skype为《十三个原因》的角色试镜，她以前没有在美国工作过，所以只有10天时间获得O-1签证。作为剧中美国高中生汉娜·贝克的扮演者，兰福德受到了好评。她研究了这个角色，并与性侵认识运动“It's On Us”的代表和专门研究青春期人群的精神科医生进行了交流。2016年12月，她与威廉·莫理斯奋进娱乐签约。
兰福德将主演2018年上映的电影《親愛的初戀》，电影改编自贝基·阿尔贝塔利（Becky Albertalli）的走向成熟类型的同名小说。

## 影视作品

### 电影
| 年份   | 名称                 | 英文名             | 角色                              | 注释     |
| ------ | -------------------- | ------------------ | --------------------------------- | -------- |
| 2016年 | 女儿们               | Daughters          | 斯嘉丽（Scarlett）                | 短片     |
| 2016年 | 不完美象限           | Imperfect Quadrant | 罗比（Ruby）                      | 短片     |
| 2017年 | 误导                 | The Misguided      | 威斯纳（Vesna）                   |          |
| 2018年 | 親愛的初戀           | Love, Simon        | 莉亚·伯克（Leah Burke）           |          |
| 2019年 | 復仇者聯盟：終局之戰 | Avengers: Endgame  | 摩根·史塔克（Morgan Stark）       | 刪減片段 |
| 2019年 | 鋒迴路轉             | Knives Out         | 梅格·特羅姆布雷 ( Meg Thrombrey ) |          |
| 2020年 | 青春愛爆炸           | Spontaneous        | Mara Carlyle                      |          |

### 电视剧
| 年份        | 名称             | 英文名             | 角色                      | 注释                              |
| ----------- | ---------------- | ------------------ | ------------------------- | --------------------------------- |
| 2017-2018年 | 十三个原因       | 13 Reasons Why     | 汉娜·贝克（Hannah Baker） | 主角，第一季至第二季              |
| 2018        | 機器雞           | Robot Chicken      | Steffy (voice)            | Episode: "No Wait, He Has a Cane" |
| 2019        | 魯保羅變裝皇后秀 | RuPaul's Drag Race | 自己                      | Dragracadabra                     |
| 2019        | 天命之咒         | Cursed             | 妮妙（Nimue）             | 主角                              |